# Hypholoma
Гіфолома (Hypholoma) — рід грибів родини Strophariaceae. Назва вперше опублікована 1871 року.
В Україні зустрічається отруйний Опеньок несправжній корінастий (Hypholoma radicosum), неїстівний Опеньок несправжній цегляно-червоний (Hypholoma lateritium), отруйний Опеньок сірчано-жовтий несправжній (Hypholoma fasciculare), їстівний Опеньок хибний сіропластинчатий (Hypholoma capnoides).

## Галерея

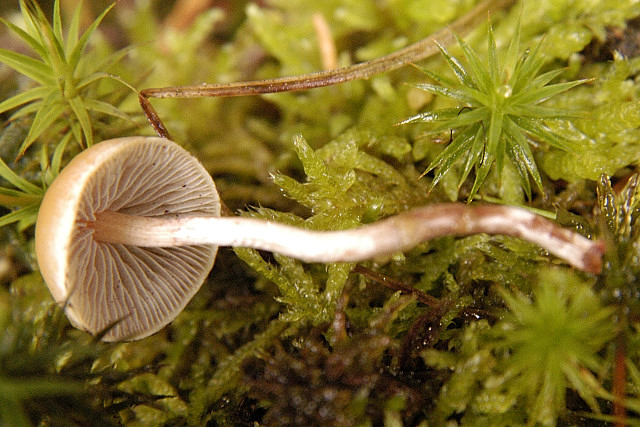
Hypholoma elongatum
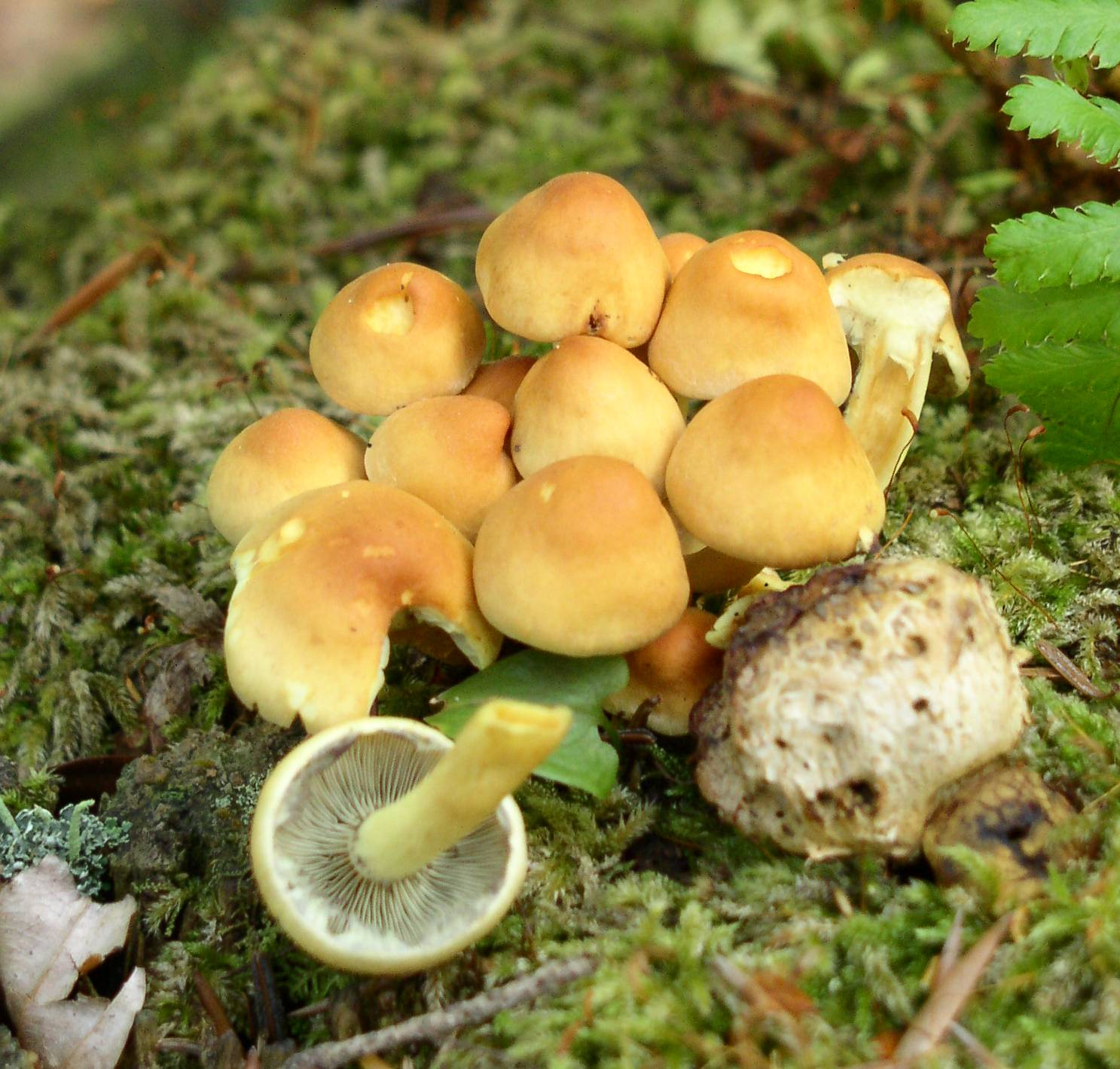
Hypholoma fasciculare
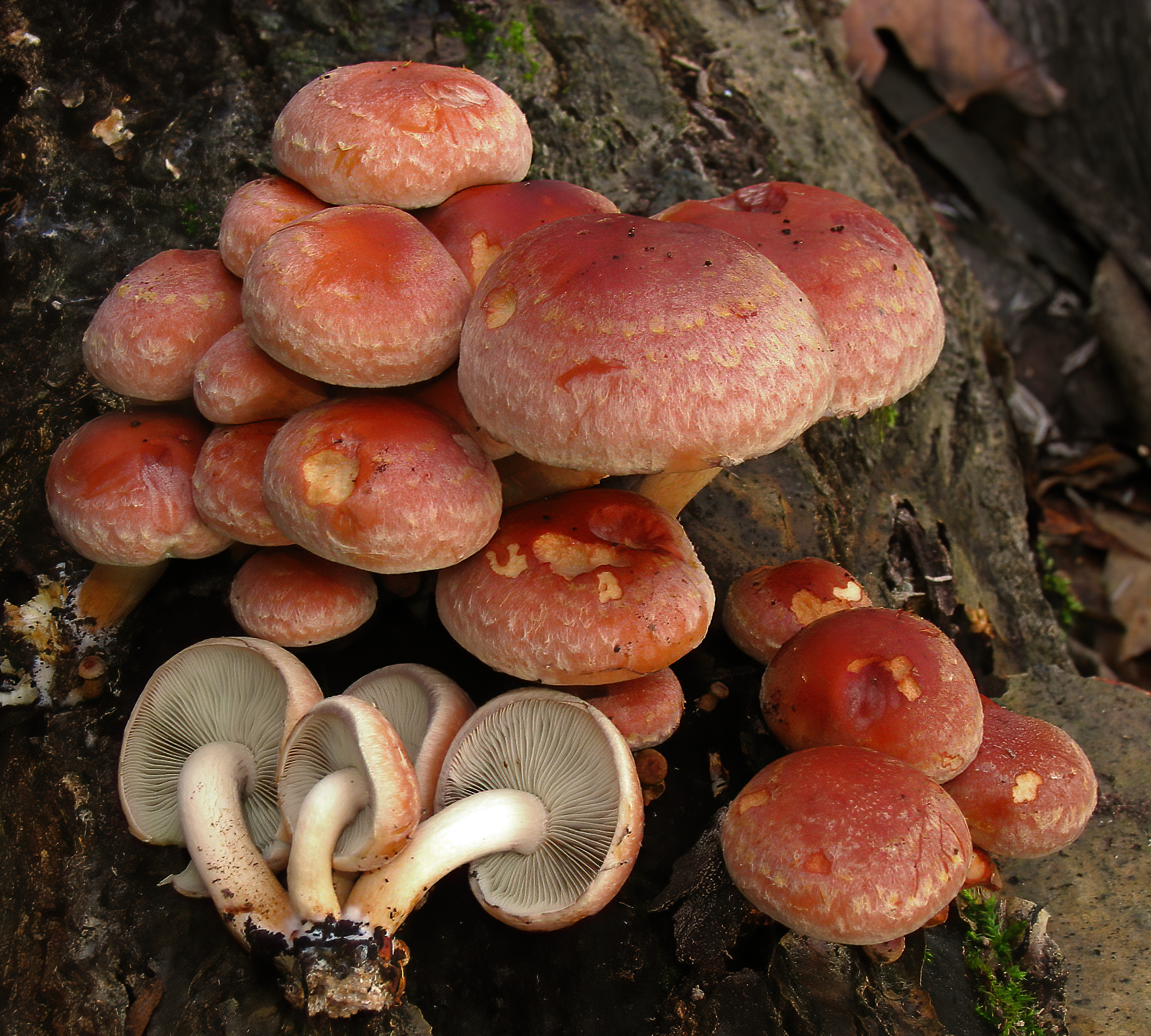
Hypholoma sublateritium
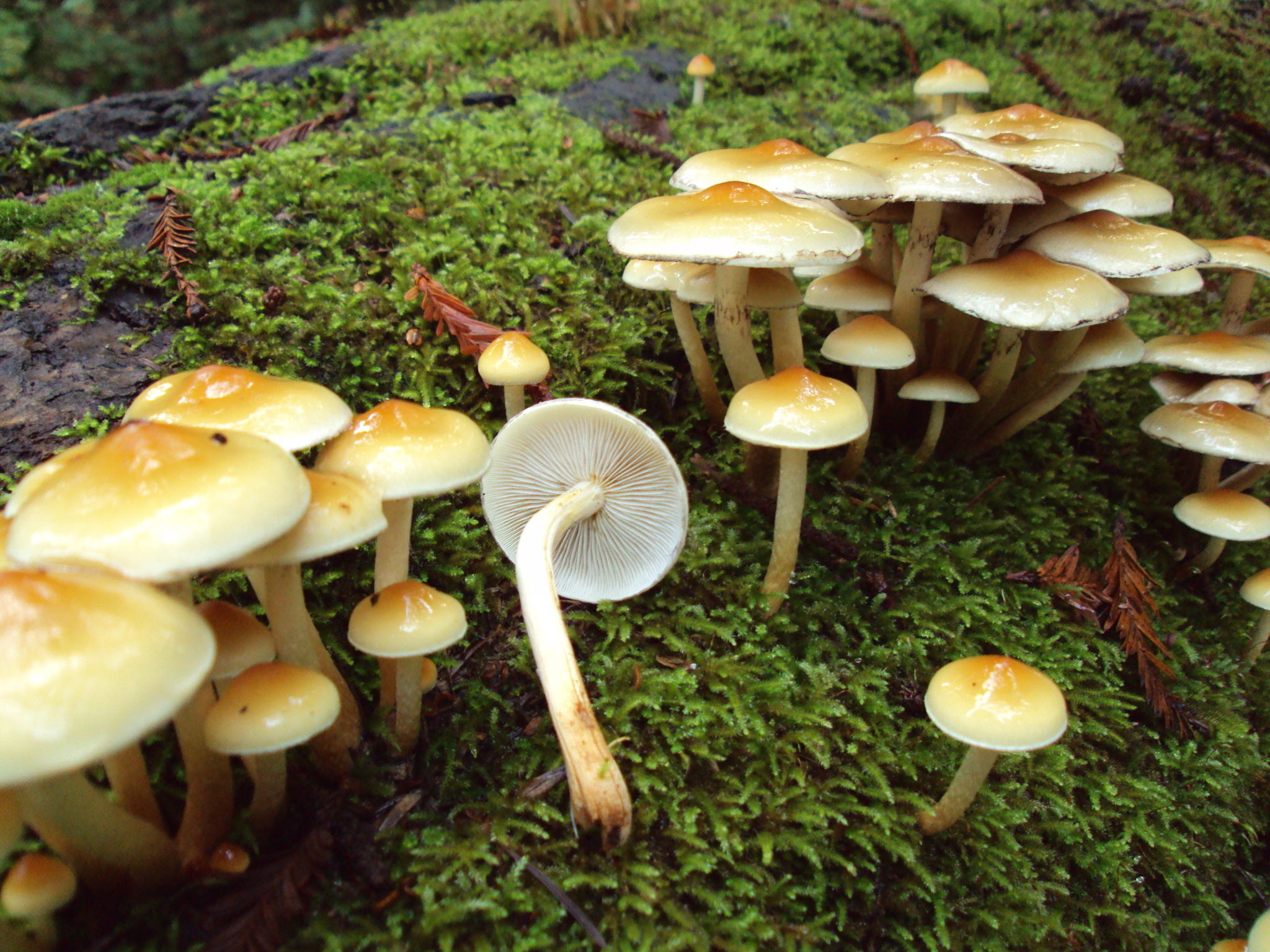
Hypholoma capnoides